# Bice Valori
Pour les articles homonymes, voir Valori (homonymie).
Maria Bice Valori, née à Rome le 13 mai 1927 et morte dans la même ville le 17 mars 1980, est une actrice, et humoriste italienne.

## La vie et la carrière
Née à Rome le 13 mai 1927,  Bice Valori a étudié à l'Académie nationale d'art dramatique, et s'est diplômé en 1948. La même année, elle est entrée dans la compagnie du Piccolo Teatro de Rome, dirigé par Orazio Costa,. Après avoir joué dans plusieurs classiques, Valori s'est spécialisée en tant qu'actrice comique et dans la comédie musicale apparaissant notamment  dans Rugantino et Aggiungi un posto a tavola,. Au cinéma, elle a été très active comme actrice de genre, principalement dans des rôles humoristique. Elle est souvent apparue  à la télévision, en tant que comédienne, animatrice et actrice dans des séries et téléfilms,. ainsi qu'à la radio, où elle a créé le personnage de «  Sora Bice », une acariâtre opératrice téléphonique de la RAI. Bici Valori a souvent partagé la scène avec son mari, l'acteur et comédien Paolo Panelli, qu'elle a épousé en 1952. Leur fille Alessandra (it) est aussi une actrice.
Bice Valori est morte à Rome le 17 mars 1980, à l'âge de 52 ans des suites d'une tumeur,.

## Filmographie partielle
- 1950 : Pour l'amour du ciel (titre original : È più facile che un cammello...), de Luigi Zampa
- 1951 : 
  - Sette ore di guai, de Metz et Marchesi
  - Il padrone del vapore, de Mario Mattoli
  - Anema e core, de Mario Mattoli
  - Accidenti alle tasse!!, de Mario Mattoli
  - Totò terzo uomo, de Mario Mattoli
- 1952 : Inganno, de Guido Brignone
- 1953 : 
  - Siamo tutti inquilini, de Mario Mattoli
  - Un dimanche romain   (titre original : La domenica della buona gente), de Anton Giulio Majano
- 1954 : 
  - I tre ladri, de Lionello De Felice
  - Il matrimonio, de Antonio Petrucci
  - Papà Pacifico, de Guido Brignone
- 1955 : 
  - La moglie è uguale per tutti, de Giorgio Simonelli
  - La Belle de Rome   (titre original : La bella di Roma), de Luigi Comencini
  - Bravissimo, de Luigi Filippo D'Amico
- 1957 : 
  - La zia d'America va a sciare, de Roberto Bianchi Montero
  - Le Moment le plus beau    (titre original : Il momento più bello), de Luciano Emmer
  - Susanna tutta panna, de Steno
  - Femmine tre volte, de Steno
- 1958 : 
  - Mia nonna poliziotto, de Steno
  - Guardia, ladro e cameriera, de Steno
  - Caporale di giornata, de Carlo Ludovico Bragaglia
  - Le dritte, de Mario Amendola
- 1959 : 
  - Guardatele ma non toccatele, de Mario Mattoli
  - Le Confident de ces dames    (titre original : Psicanalista per signora), de Jean Boyer
- 1960 : 
  - Noi duri, de Camillo Mastrocinque
  - Le signore, de Turi Vasile
  - Caccia al marito, de Marino Girolami
  - Ferragosto in bikini, de Marino Girolami
- 1961 : 
  - Scandali al mare, de Marino Girolami
  - 5 marines per 100 ragazze, dei Mario Mattoli
  - Mariti a congresso, de Luigi Filippo D'Amico
  - Maciste contro Ercole nella valle dei guai, de Mario Mattoli
- 1963 : 
  - Adultero lui, adultera lei, de Raffaello Matarazzo
  - Les Motorisées   (titre original : Le motorizzate), de Marino Girolami
- 1964 : 
  - Oltraggio al pudore, de Silvio Amadio
  - Amori pericolosi, épisode «  La domestica », de Alfredo Giannetti
  - Des pissenlits par la racine de Georges Lautner
- 1965 : Le sedicenni, de Luigi Petrini
- 1966 : Rita la zanzara, de Lina Wertmüller
- 1967 : 
  - Non stuzzicate la zanzara, de Lina Wertmüller
  - La Mégère apprivoisée  (titre original : La bisbetica domata), de Franco Zeffirelli
- 1968 : Il medico della mutua, de Luigi Zampa
- 1969 : 
  - Lisa dagli occhi blu, de Bruno Corbucci
  - Il suo nome è Donna Rosa, de Ettore Maria Fizzarotti
  - Gli infermieri della mutua, de Giuseppe Orlandini
- 1970 : Mezzanotte d'amore, de Ettore Maria Fizzarotti